# Grenadagärdsmyg
Grenadagärdsmyg (Troglodytes grenadensis) är en fågel i familjen gärdsmygar inom ordningen tättingar.

## Utseende och läte
Grenadagärdsmyg är en liten och brunaktig gärdsymg. Fjäderdräkten är genomgående kanelbrun, med mörk tvärbandning på vingar och stjärt. Olikt många andra gärdsmygar saknar den vitt ögonbrynsstreck. Sången är ljudlig, bestående av tjatter och klarare drillar.  Bland lätena hörs hårda grälande ljud.

## Utbredning och systematik
Fågeln förekommer i enbart på Grenada i Västindien. Tidigare behandlades den som underart till husgärdsmygen (T. aedon), men denna delades 2024 upp i flera arter, däribland grenadagärdsmygen.

## Levnadssätt
Grenadagärdsmygen hittas i tät och snårig skog, och är alltså mer trädlevande än dess närmaste släktingar på amerikanska fastlandet. Den kan ofta ses sitta synligt när den sjunger, men är i övrigt rätt tillbakadragen.

## Status
IUCN erkänner den inte som art, varför dess hotstatus inte bedömts.